# День менструальной гигиены
День менструальной гигиены (англ. Menstrual Hygiene Day; также MHD или MH Day) — международно отмечаемый 28 мая информационно-просветительский день, призванный подчеркнуть важность правильного соблюдения менструальной гигиены. Отмечается ежегодно с 2014 года.
В развивающихся странах выбор предметов менструальной гигиены часто ограничен стоимостью, доступностью и социальными нормами. Важны не только достойные санитарные условия и доступ к средствам личной гигиены, но и поднятие дискуссии о необходимости соответствующего образования. Исследования показали, что отсутствие доступа к продуктам менструальной гигиены может удерживать девочек дома в школьные дни каждый месяц во время месячных. День менструальной гигиены — это повод для публикации тематической информации в СМИ, включая социальные сети, и вовлечения лиц, принимающих решения, в диалог по вопросам разработки политики. Этот день направлен на улучшение менструальной гигиены на глобальном, национальном и местных уровнях.
28 мая имеет символическое значение: май — это пятый месяц года, а средняя продолжительность менструации составляет 5 дней каждый месяц. Кроме того, менструальный цикл длится в среднем 28 дней.

## История
Соблюдение менструальной гигиены может быть особенно сложной задачей для женщин в развивающихся странах, где часто не хватает чистой воды и туалетов. Кроме того, традиционная культура затрудняет открытое обсуждение вопросов менструации. Это ограничивает доступ к актуальной и важной информации о естественных биологических функциях организма и напрямую влияет на здоровье и самооценку.

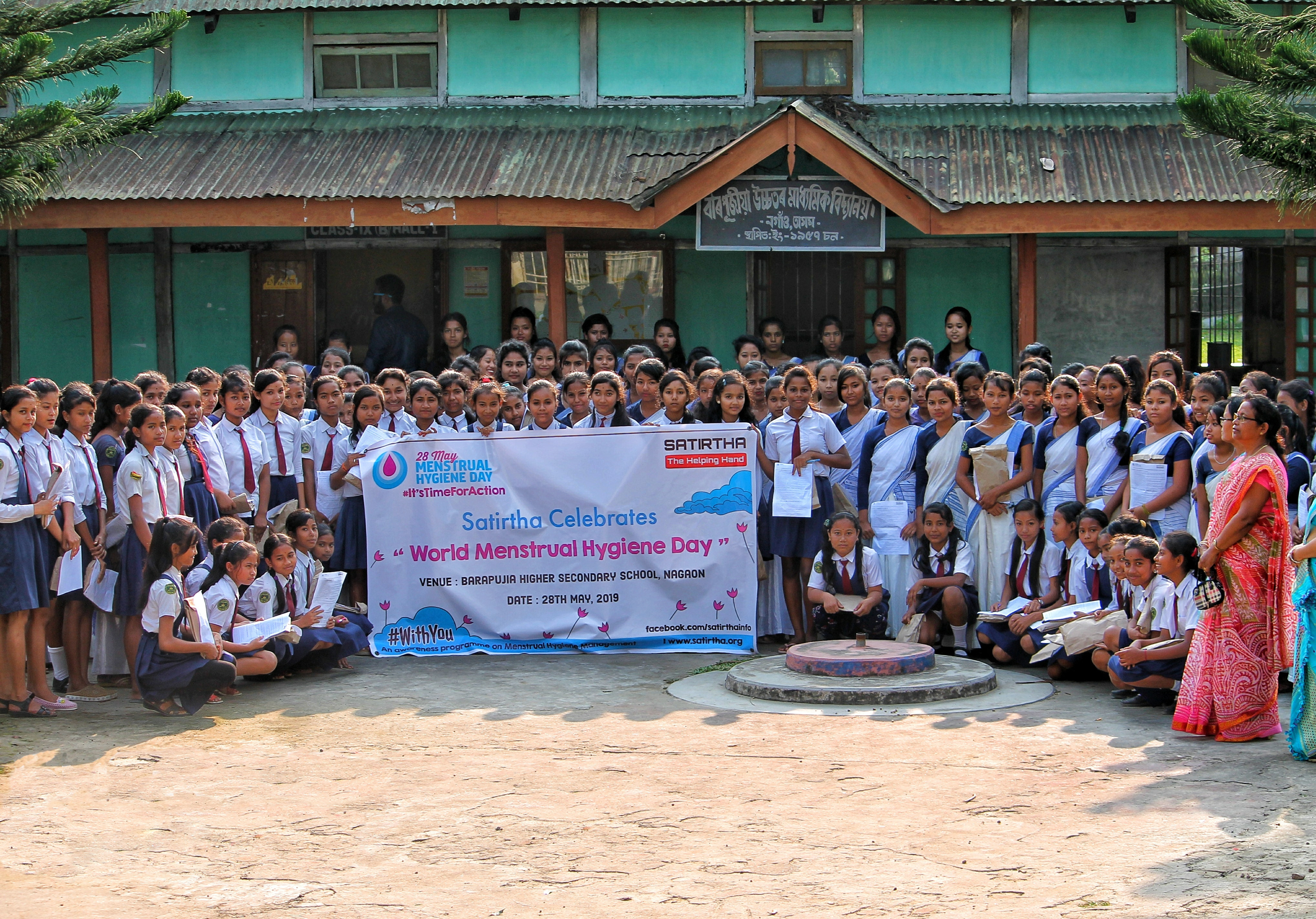
Некоммерческая организация «Satirtha — The Helping Hand», расположенная в индийском штате Ассам, работает над созданием благоприятной среды для девочек-подростков и женщин в регионе

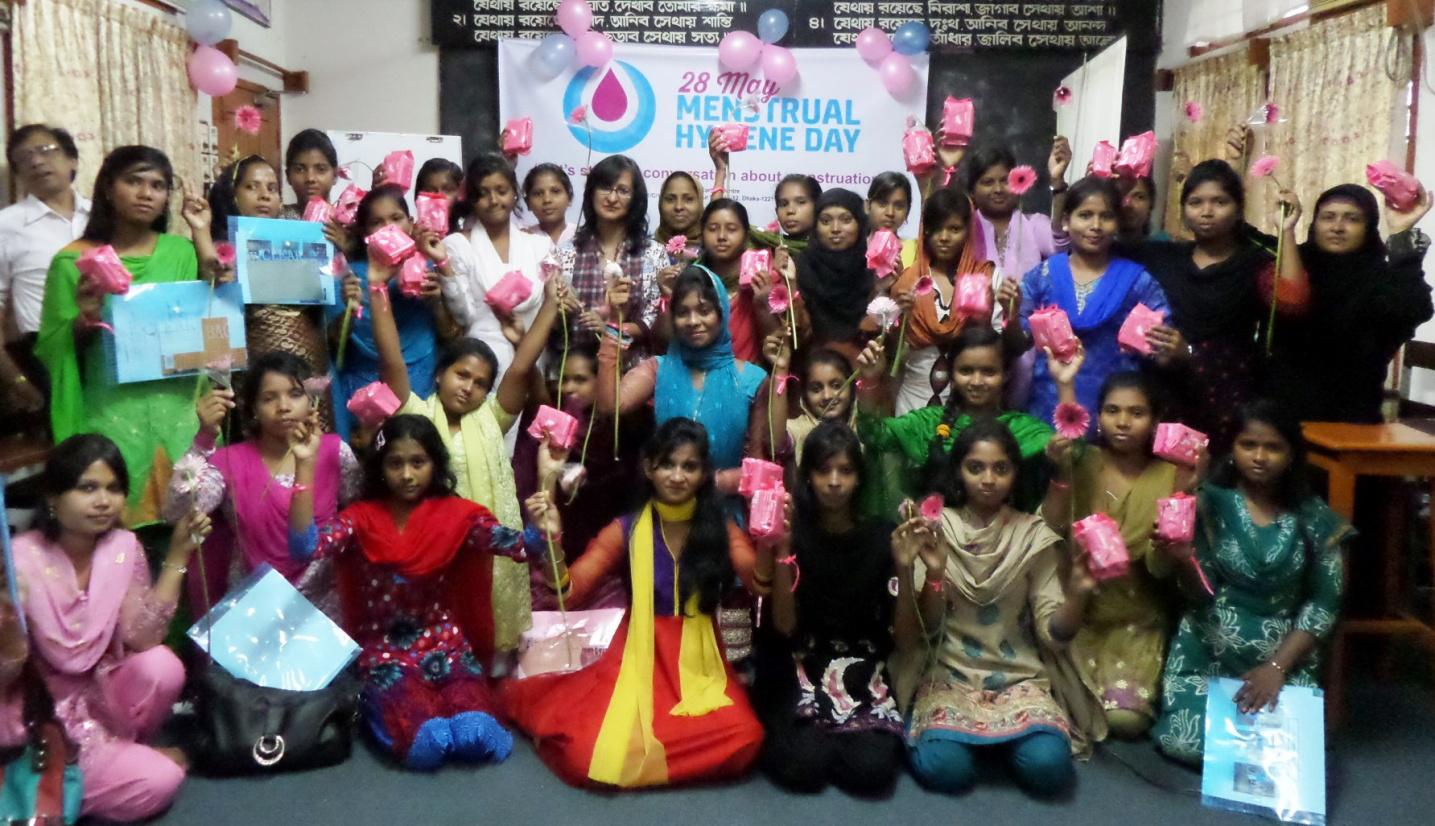
Празднование Дня менструальной гигиены в Бангладеш

В мае 2013 года немецкая организация WASH United провела 28-дневную кампанию в социальных сетях, в частности, в Twitter, под названием «May #MENSTRAVAGANZA» для повышения осведомленности о менструальном здоровье и гигиене. Участники кампании в социальных сетях, включая WASH Advocates, Girls’ Globe и Ruby Cup, воодушивились положительными отзывами на «May #MENSTRAVAGANZA» и решили организовать всемирно отмечаемый информационно-просветительский день о менструальной гигиене.
28 мая 2014 года многие люди по всему миру впервые отметили День менструальной гигиены. Он сопровождался съездами, выставками, кинопоказами, семинарами и выступлениями.
В 2015 году WaterAid провели в социальных сетях кампанию с хештегом #IfMenHadPeriods, приуроченную ко Дню менструальной гигиены. Они создали пародийную рекламу, в которой цисгендерные мужчины гордятся тем, что у них есть месячные, и используют «мэнпоны» (англ. manpons, слияние man и tampons) вместо тампонов. Кампания помогла повысить осведомлённость о женщинах, которые не имеют доступа к «безопасной воде, гигиене и санитарным условиям» во время месячных. Другой аспект кампании заключался в том, чтобы она помогла привлечь мужчин к обсуждению проблемы и они могли «помочь справиться со стигмой в патриархальных обществах и побудить женщин и девочек не стыдиться, а гордиться своим менструальным циклом».
В Уганде празднование 2015 года началось с шествия к парламенту, где была подписана хартия о соблюдении менструальной гигиены, а затем шествие продолжилось к Национальному театру для презентаций учеников начальных и средних школ.
В 2017 году в 54 странах было проведено около 350 общественных мероприятий, включая деятельность в школах, общественные собрания, концерты для повышения осведомлённости, государственную правозащиту и пожертвования. Одной из самых активных стран была Индия, в которой прошли 67 мероприятий.